# Matthias Deuschle
Matthias A. Deuschle (* 1970 in Esslingen am Neckar) ist ein deutscher evangelischer Theologe, Pfarrer der Württembergischen Landeskirche, Privatdozent an der Theologischen Fakultät der Eberhard-Karls-Universität Tübingen und Rektor des Albrecht-Bengel-Hauses.

## Leben und Wirken
Matthias Deuschle legte das Abitur am Georgii-Gymnasium in seiner Heimatstadt Esslingen ab. Er wechselte nach zwei Semestern Jurastudium zum Studium der Evangelischen Theologie an der Georg-August-Universität Göttingen und der Eberhard Karls Universität Tübingen, wo er 1998 mit dem Dr. Leopold-Lucas-Nachwuchswissenschaftler-Preis ausgezeichnet wurde. Nach dem ersten theologischen Examen war er ab 1998 Vikar in Neckarhausen (Nürtingen). Von 2001 bis 2003 war er Assistent an der Evangelisch-Theologischen Fakultät Tübingen an den Lehrstühlen von Dorothea Wendebourg und Eberhard Jüngel, danach von 2004 bis 2010 Wissenschaftlicher Assistent für Kirchengeschichte an der Theologischen Fakultät der Humboldt-Universität zu Berlin. Dort promovierte er 2004 mit einer Arbeit über den württembergischen Reformator Johannes Brenz. 2010 folgte die Lehrstuhlvertretung für Christoph Markschies und seine Habilitation im Fach Kirchengeschichte über Ernst Wilhelm Hengstenberg.
Von 2011 bis 2020 war Deuschle Pfarrer in Herrenberg-Kuppingen in Stellenteilung mit seiner Frau, die ebenfalls Pfarrerin ist. Seit seiner Umhabilitation 2018 ist er Privatdozent an der Theologischen Fakultät der Eberhard-Karls-Universität Tübingen. Seit 2014 nimmt er Lehrtätigkeiten an der CVJM-Hochschule in Kassel und von 2018 bis 2020 an der Missionsschule Unterweissach wahr. Ab 2020 war er Studienleiter am Albrecht-Bengel-Haus und trat dort zum Wintersemester 2023/24 die Nachfolge von Clemens Hägele als Rektor an.
Seine Forschungsschwerpunkte sind:
- Theologie- und Kirchengeschichte des 16. Jahrhunderts
- Geschichte der Reformation im deutschen Südwesten
- Calvin und der Calvinismus
- Theologiegeschichte des 19. Jahrhunderts
- Theologische Parteibildung und Milieus im 19. Jahrhundert
- Erweckungsbewegung

Er ist Mitglied bei der Wissenschaftlichen Gesellschaft für Theologie, beim Verein für Berlin-Brandenburgische Kirchengeschichte und dem Verein für Württembergische Kirchengeschichte und zählt zum Geschäftsführenden Vorstand des Arbeitskreises für evangelikale Theologie.
Matthias Deuschle ist mit seiner Frau Friederike verheiratet, die ebenfalls Pfarrerin ist. Das Paar hat vier Kinder.

## Veröffentlichungen
- Brenz als Kontroverstheologe: die Apologie der Confessio Virtembergica und die Auseinandersetzung zwischen Johannes Brenz und Pedro de Soto (zugl. Dissertation, Humboldt-Universität, Berlin 2005), Mohr Siebeck, Tübingen 2006, ISBN 978-3-16-149015-6.
- Ernst Wilhelm Hengstenberg. Ein Beitrag zur Erforschung des kirchlichen Konservatismus im Preußen des 19. Jahrhunderts (zugl. Habilitation, Humboldt-Universität, Berlin 2010), Mohr Siebeck, Tübingen 2013, ISBN 978-3-16-151732-7.
- mit Andreas Stegmann und Jennifer Wasmuth: Proseminar Kirchengeschichte. Einführung in die Methoden des wissenschaftlichen Arbeitens, Mohr Siebeck, Tübingen und UTB 2022, ISBN 978-3-8252-5983-9.

Aufsätze
- Konzentration statt Moderation – Brenz’ Apologie der Confessio Virtembergica. In: BWKG 106 (2006), S. 245–252.
- Erweckung und Politik. Zur preußischen Religionspolitik unter Friedrich Wilhelm III. In: ZThK 106 (2009), S. 79–117.
- Johannes Calvin: Institutio Christianae Religionis. In: R. A. Klein, Ch. Polke und M. Wendte (Hrsg.): Hauptwerke der Systematischen Theologie. Ein Studienbuch, Tübingen 2009, S. 109–126.
- Die brandenburgischen Herrscher und die Reformation. In: ZEITSPRUNG 2 (2010), S. 5f.
- Calvin und die Confessio Augustana. Ein Nachtrag zum Calvin-Jahr. In: ZThK 108 (2011), S. 138–164.
- Abhandlung über die Amtsgewalt und die Vorrangstellung des Papstes. Einleitung und Übersetzung. In: Unser Glaube. Die Bekenntnisschriften der evangelisch-lutherischen Kirche. Ausgabe für die Gemeinde, im Auftrag der VELKD hg. vom Amt der VELKD, 6., völlig neu bearb. Aufl., Gütersloh 2013, S. 429–454.
- Vergegenwärtigung der brandenburgischen Reformation im 19. Jahrhundert. In: JBBKG 69 (2013), S. 181–204.
- Kirchliche Gerichtsbarkeit, Kirchenzucht und die sittliche Wirklichkeit vor und nach der Reformation im Südwesten Deutschlands. In: D. Wendebourg, A. Ryrie (Hrsg.): Sister Reformations II, Tübingen 2014, S. 129–154 (englisch: S. 155–180).
- Württemberg und die EKD in den 1970er Jahren. In: A. Stegmann (Hrsg.): Die Evangelische Kirche in Deutschland in den 1970er Jahren. Beiträge zum 100. Geburtstag von Helmut Class, Leipzig 2015, S. 361–384.
- Reformationsgedenken im Berlin des 19. und 20. Jahrhunderts. In: Berliner Geschichte 8 (2017), S. 43–48.
- Ernst Wilhelm Hengstenberg und die konservative Kirchlichkeit in Preußen. In: JBBKG 71 (2017), S. 383–396.
- Kulturgeschichte der Reformation. Neuerscheinungen zum Reformationsjubiläum aus Baden-Württemberg. In: Blätter für deutsche Landesgeschichte 154 (2018), S. 725–736.
- Domstift Brandenburg und landesherrliches Kirchenregiment von Friedrich Wilhelm III. bis zu Wilhelm I. In: JBBKG 72 (2019), S. 59–74.
- Gericht und (All-)Versöhnung im Pietismus. In: BeTh 4 (2020), S. 11–34.
- Die „Quellen zur brandenburgischen Kirchengeschichte“ – ein großer Schritt für die landes- und reformationsgeschichtliche Forschung. In: Blätter für deutsche Landesgeschichte 156 (2020), S. 665–674.
- Religion als grundlegendes Orientierungssystem. Der Religionsbegriff bei E. W. Hengstenberg. In: G. Pfleiderer und H. Matern (Hrsg.): Die Religion der Bürger. Der Religionsbegriff in der protestantischen Theologie vom Vormärz bis zum Ersten Weltkrieg, Tübingen 2022, S. 485–498.